# Begraafplaats van Tongre-Notre-Dame
De Begraafplaats van Tongre-Notre-Dame is een gemeentelijke begraafplaats in het Belgische dorp Tongre-Notre-Dame, een deelgemeente van Chièvres. De begraafplaats ligt aan een zijstraat (zonder naam) van de Rue Tour de la Vierge op 280 m ten noordwesten van het dorpscentrum (Onze-Lieve-Vrouwebasiliek). Ze heeft een nagenoeg rechthoekig grondplan en wordt omgeven door een bakstenen muur. De toegang bestaat uit een tweedelig metalen traliehek.
Centraal op de begraafplaats staat een monument voor de gesneuvelde dorpsgenoten uit de beide wereldoorlogen.

## Brits oorlogsgraf
Direct links van de ingang van de begraafplaats ligt het graf van de Britse cavalerist George Ernest Knight. Hij maakte deel uit van het Royal Armoured Corps en was 19 jaar toen hij op 19 mei 1940 sneuvelde tijdens de gevechten tegen het oprukkende Duitse leger. Zijn graf wordt onderhouden door de Commonwealth War Graves Commission waar het geregistreerd staat onder Tongre-Notre-Dame Communal Cemetery.